# Farní sbor Českobratrské církve evangelické v Prusinovicích
Farní sbor Českobratrské církve evangelické v Prusinovicích spadá pod Východomoravský seniorát. Farářem sboru je Leoš Mach, kurátorem Jaroslav Ambróš.

## Historický vývoj Českobratrské církve evangelické na Holešovsku
O počátcích protestantismu na Holešovsku nejsou jisté informace. Roku 1556 měl na katolickou faru v Holešově nastoupit evangelický farář Jakub Volyňský a farnost se posléze přihlásit k luterskému vyznání. V té době zde téměř zaniká katolická církev. Koncem 16. století se ovšem politické poměry na Moravě zásadně proměnily a v roce 1615 byla započata důsledná rekatolizace Holešovska, pod jejímž vlivem evangelíci na Holešovsku téměř zanikli.
Po vydání Tolerančního patentu v roce 1781 se z dosud tajných protestantů začal formovat sbor v Prusinovicích. Druhý nejbližší byl v Rusavě. Kromě obyvatel Holešova a Prusinovic se k evangelické víře hlásili také lidé z většiny dalších obcí dnešního Holešovska, a to z Dobrotic, Količína, Bořenovic, Kostelce u Holešova, Karlovic, Němčic, Pacetluk, Přílep, Rymic, Roštění a Žop. Protože Jednota bratrská nebyla povolena, museli se věřící přihlásit k jednomu ze dvou tolerovaných evangelických vyznání. Nejprve se přiklonili k luterskému směru, brzy však přešli k reformovanému, který byl bližší Jednotě. Prusinovický sbor se scházel k bohoslužbám nejprve v jedné stodole, v roce 1791 byla posvěcena nová modlitebna. Roku 1856 byl nakonec postaven současný evangelický kostel v ulici Přerovská. V roce 1918 došlo ke spojení obou evangelických církví, čímž vznikla Českobratrská církev evangelická, která zde působí dodnes.

## Území sboru
Oblast Holešovska spadá v současnosti pod správu farního sboru v Prusinovicích. Protože sbor spravuje širší oblast, má ještě několik kazatelských míst, a to i za hranicemi regionu. Jedním z nich je sbor v Kroměříži s modlitebnou na Riegrově náměstí č. 147. Ten byl původně kazatelskou stanicí Prusinovic, ze které v roce 1910 vznikl samostatný sbor. Od roku 2019 je však znovu spravován z Prusinovic. Z bývalé stanice v Přerově vznikl samostatný sbor v roce 1922. Další stanice v Hranicích na Moravě, Kyselovicích a Břestu byly později připojeny k Přerovu. Dále stanice v Bystřici pod Hostýnem, která vznikla roku 1936 a čítala původně 300 členů. V roce 2017, když její praktikující členové vyššího věku již téměř vymřeli, byly nedělní bohoslužby nahrazeny pobožností v týdnu v Centru pro seniory Zahrada v ulici A. Bartoše č. 1700. Nakonec kazatelská stanice   v Holešově, která zde působí již od roku 1911. Ta původně čítala 76 členů a bohoslužby zde navštěvovalo až 120 osob. Plány na stavbu vlastní modlitebny, která měla stát vedle současného evangelického hřbitova v ulici Grohova, se však neuskutečnily. Evangelíci se tak scházeli vždy v nájmu. Nejprve budově gymnázia, později na radnici, v zámku, nakonec do jara roku 2018 v modlitebně Jednoty bratrské. Z důvodu přebudování modlitebny na kavárnu v rámci podnikatelské vize sboru Jednoty bratrské se však stal tento prostor pro evangelické bohoslužby nevyhovující. Nyní se proto schází v nájmu ve společenské místnosti Centra pro rodinu při kapli Sv. Martina v parku Smetanovy Sady č. 624, která patří římskokatolické farnosti. Katolická a evangelická církev začínají hledat touto cestou možné příležitosti ekumenické spolupráce v Holešově.

## Bohoslužby
K bohoslužbám se sbor schází každou neděli a o církevních svátcích v 10 hodin ve vlastním kostele v Prusinovicích a každou druhou a čtvrtou neděli ve 14 hodin v Holešově. Pobožnost je sloužena druhou a čtvrtou středu v měsíci v 15 hodin v Bystřici. S výjimkou prázdnin je během bohoslužeb v Prusinovicích připraven pro děti program biblického vyučování.

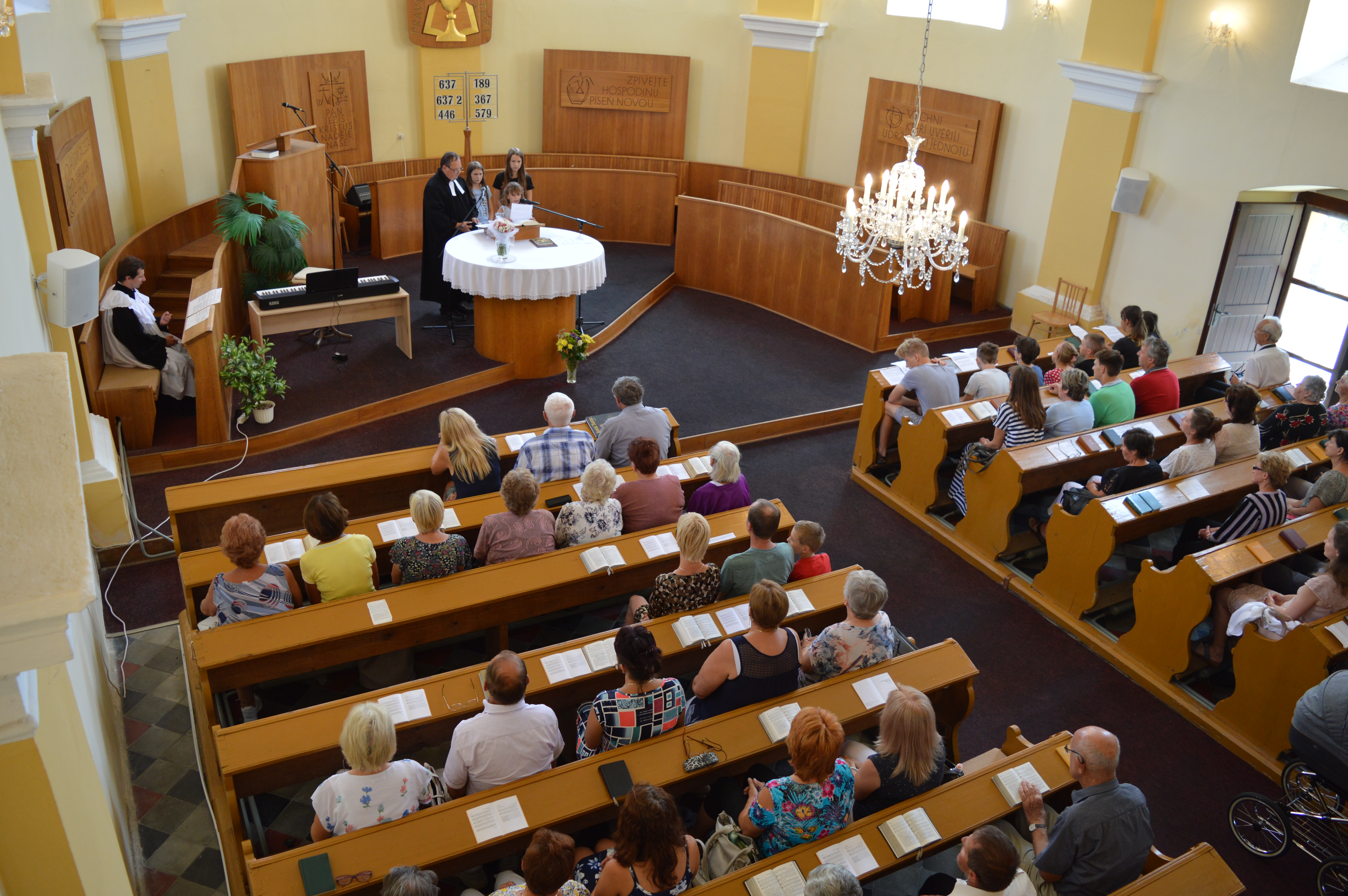
Bohoslužby v evangelickém kostele

## Život ve sboru
Farní sbor vede farář s podporou patnáctičlenné rady staršovstva. Duchovní formace členů zde spočívá na faráři. V období školního roku vyučuje jednou týdně náboženství na faře v Prusinovicích, v zimním období probíhají jedenkrát týdně večerní biblické hodiny. Na konci letních prázdnin pořádá odpoledne pro děti, na Velikonoce slavnost hodu beránka na faře a každý druhý rok sborový zájezd. Sbor se dvakrát zapojil také do evangelizačního projektu Noc kostelů. Farář je rovněž zapojen do práce v obci, kde je členem obecního zastupitelstva a předsedou školského a kulturního výboru. Příležitostně přispívá duchovním slovem do obecního zpravodaje. Evangelický kostel navštěvují také lidé mimo sbor při kulturních vystoupeních pořádaných jak sborem, tak jinými spolky působícími v obci. Příležitostně se pořádají sborová odpoledne s pozvaným hostem na faře. V posledních letech se ve sboru zformoval poměrně početný kolektiv aktivního dorostu. Sbor udržuje přátelskou družbu s farním sborem Evanjelickej cirkvi augsburského vyznania ve slovenském Súľove-Hradnej. Tyto sbory se vzájemně podporují ve svých činnostech a navštěvují v rámci příležitostných zájezdů. Sbor je velmi aktivní v péči o kostel a faru. V posledních letech byl kompletně rekonstruován exteriér kostela, fary a okolí. Většinu těchto prací provádí členové sboru sami vlastními silami.

## Ekumenické hnutí
V devadesátých letech přednesla římskokatolická farnost v Prusinovicích návrh evangelickému farnímu sboru na spolupráci, která se v obci dlouhodobě rozvíjí. Kromě praktické spolupráce duchovních se zde věřící setkávají jednou ročně ke společným bohoslužbám. V  roce 2019 se tohoto shromáždění zúčastnilo již 35 lidí z obou církví. Pro zájem bylo po těchto bohoslužbách zavedeno také společné posezení s pohoštěním na faře. V posledních letech je zde patrné poměrně živé ekumenické hnutí, v  rámci kterého se někteří členové sboru setkávají každý týden s některými členy katolické farnosti k modlitbám za své rodiny v rámci projektů Modlitby matek a Modlitby otců. Věřící obou farností organizují také společné výlety, sportovní utkání nebo akce pro děti.

## Významné osobnosti
- Jiří Třanovský (1592-1637) - spisovatel, hudebního skladatele, autor evangelického zpěvníku, básník a učitel, evangelický kněz. Působil v Holešově od roku 1613 jako učitel a od roku 1615 krátce také jako kněz.
- Ladislav Jaroš (1880-1942) - profesor a  ředitel holešovského gymnázia, čestný občan města Holešova, starosta Sokola a zakladatel místního oddílu házené. Sloužil jako starší sboru a zařídil možnost konání pravidelných nedělních bohoslužeb Holešově, a to právě v budově gymnázia. Jaroš vešel ve známost také svými přednáškami o protestantismu. Účastnil se protifašistického odboje, byl zatčen gestapem a zastřelen.
- Vladimír Jerie (1910-1992) - evangelický farář, aktivní členem místního výboru pro pomoc válečným uprchlíkům, v rámci sboru pořádá sběr oblečení, potravin a vybírá finanční sbírky na pomoc lidem postiženým válkou. Farář také vyjednává v evangelických rodinách ubytování pro děti na útěku.[1]

## Statistika
Při Sčítání lidu v roce 2011 se na Holešovsku přihlásilo k Českobratrské církvi evangelické 231 osob. Farní sbor v roce 2019 registroval 311 členů. Nedělních bohoslužeb se v Prusinovicích účastní 40 až 90 lidí včetně dětí, v Holešově 8 až 15. Nedělní školičku navštěvuje okolo 15 dětí.

## Faráři sboru
- Ondřej Mikyta (1782-1783)
- Jan Lauro (1783-1784)
- Ondřej Sloboda (1785-1789)
- Štěpán Kulifay (1789-1793)
- Josef Janko (1794-1800)
- sbor bez faráře (1801-1822)
- Pavel Jakš (1822-1823)
- Josef Nosek (1824-1830)
- Fabián Hronek (1830)
- Jan Šiller (1831-1839)
- Josef Kubík (1839-1853)
- František Šiler (1853-1859)
- Bohumil Emanuel Gerža (1890-1891)
- Bedřich Gerža (1890-1891)
- František Miškovský 1892-1905)
- sbor bez faráře (1926-1929)
- Karel Vladimír Pavlinec (1929-1935)
- Vladimír Jerie (1936-1940)
- Karel Veselý (1940–1948)
- Čeněk Šimonovský (1948–1950)
- sbor bez faráře (1950-1953)
- Oldřich Videman (1954-1966)
- Jiří Staněk (1966-1972)
- Jaroslav Vítek (1972–1979)
- sbor bez faráře (1979-1980)
- Ludvík Svoboda (1980–2008)
- Leoš Mach (2008–dosud)[7]